# Relatienota
De Relatienota of De Nota betreffende de relatie landbouw en natuur- en landschapsbehoud is een Nederlandse rijksnota uit 1975. De regering beoogde via deze nota het beheer van waardevolle natuur- en landschappen en de landbouwontwikkeling beter op elkaar af te stemmen.

## Aanleiding
In de Derde Nota Ruimtelijke Ordening uit 1974 werd al aangegeven dat naast natuurgebieden ook oude cultuurlandschappen bescherming verdienden vanwege hun ecologie, geomorfologie, wordingsgeschiedenis, cultuurhistorie of
'belevingswaarde'. De Relatienota constateert dat tot ongeveer 1900 de kwaliteit van natuur en landschap positief beïnvloed werd door het duurzame karakter van de landbouw, maar dat nadien het effect van  landbouwproductie op natuur en landschap steeds negatiever was.

## Doel
In de Relatienota staan plannen om een tweetal nieuwe beleidscategorieën in te voeren: beheersgebieden en reservaatsgebieden.
In de beheersgebieden moet de agrarische bedrijfsvoering afgestemd zijn of worden op natuur- en landschapsbeheer. Onderkend wordt dat de landbouw een essentieel onderdeel is van het waardevolle cultuurlandschap. Als de natuur- en landschapsbeheersaspecten meer aandacht krijgen, zal de landbouwproductie echter afnemen. Daarom krijgen boeren als compensatie een (beheers)vergoeding. Uiteindelijk zal ongeveer 100.000 hectare landbouwgrond deze bestemming moeten krijgen.
Met reservaatsgebieden wordt gedoeld op voor het landbouwgebied specifieke reservaten zoals weidevogel- en ganzenreservaten. Deze zullen door natuurbeschermingsinstanties moeten worden aangekocht en beheerd. Ook hier gaat het om ongeveer 100.000 hectare.
In totaal wil men 200.000 hectare geheel of gedeeltelijk een natuurbestemming geven. Deze hectares zullen in twee tranches, uitgesmeerd over een lange (niet nader bepaalde) periode, gerealiseerd worden, zo belooft de Relatienota, maar voorlopig is een eerste tranche 100.000 hectare het doel.

## Uitwerking
Een deel van de beoogde 'Relatienotagebieden' is in de loop van de tijd gerealiseerd. Dit proces verliep echter moeizaam, onder meer door conflicten met agrariërs die moeite hadden met de beperkingen van hun landbouw, door  hoge grondprijzen en door andere bestemmingen. 
In 1997 zou  in totaal ongeveer 50.000 hectare Relatienota zijn verwezenlijkt.
Het Planbureau voor de Leefomgeving schrijft echter in 2001 dat 75.000 ha beheersgebied is verwezenlijkt en in 2009 slechts 60.000 ha. 
Het aandeel reservaatsgebied is eveneens lastig te bepalen. Met het uitbrengen van het Natuurbeleidsplan in 1990 waren de Relatienotagebieden opgenomen in de ecologische hoofdstructuur (EHS).
Doel van de EHS was om aan de in 1990 bestaande 453.500 hectare natuur nog 275.000 hectare toe te voegen, inclusief de eerste en tweede tranche van de Relatienota. Behalve om gebieden uit de Relatienota ging het ook om 50.000 hectare natuurontwikkelingsgebied. In de loop van de daaropvolgende decennia zijn de Relatienotagebieden steeds minder goed herkenbaar in het beleid, onder andere doordat de vergoedingsregelingen en de termen zijn aangepast. De doelen worden nu vervat in aantallen hectares voor reservaten, inclusief nieuwe natuur, verbindingszones, natte natuur, en in aantallen hectares agrarisch natuurbeheer, deels in en deels buiten de EHS. 
Er is ondertussen een verschuiving van aankoop naar beheer door particulieren. Van de nieuwe ambities was in 2009 ongeveer 30.000 hectare verwezenlijkt. Eind 2010 was 55% van de beoogde extra gronden voor de EHS verworven.
In 2011 is besloten de kwantitatieve ambities van de EHS te temperen en de uitgaven sterk terug te brengen. Of de destijds beoogde 200.000 hectare Relatienotagebied ooit helemaal gerealiseerd zal worden is onzeker.

## Bron
- Nota betreffende de relatie landbouw en natuur- en landschapsbehoud 1974-1975, Ministerie van Cultuur, Recreatie en Maatschappelijk werk, Ministerie van Landbouw en Visserij en Ministerie van Volkshuisvesting en Ruimtelijke Ordening, Den Haag.
- Evaluaties natuurbeleid pbl
- Voorbij de EHS, 2012, College van Rijksadviseurs, Den Haag.